# Perpetuum mobile (Wudler)
Perpetuum mobile je drama Borivoja Wudlerja, ki jo je napisal leta 1973.

## Osebe
- Gospa
- Gospod

## Vsebina

### 1. dejanje
Gospod zaposleno ureja šaro in dela sezname za selitev, Gospa prebiva v postelji. Vse je narobe: tatek se je skril, služkinja zamuja, zajtrk tudi, Gospejina halja je nekje založena, da ne more iz postelje ... Vendar bo vse drugače, ko bo selitev mimo, v novih prostorih bo vse na svojem mestu, čisto in ob pravem času. Gospa zgrožena opazi, da je moževa obleka umazana, naj jo takoj sleče in jo da služkinji v pranje, tak vendar ne more med ljudi! Gospod se slači, pri perilu pa se upre in se skrije v omaro. Iz nje pride našemljen v generala: zdaj bo red, treba je delati, delavci že čakajo ... no, če danes ne bo nič s selitvijo, bo pa jutri, mimogrede bo vse opravljeno! Gospa potolaženo zaspi.

### 2. dejanje
Ponavlja se prvo dejanje, vendar Gospod nima več prave volje. Gospa ga panično prepričuje, naj se vendar igra, kakor je treba. On pa je vsega sit, v igro vdira resnica: tatek je mrtev, služkinje nikoli ni bilo, kuhinja je prazna, nikdar se ne bodo selili ... Gospa plane v jok, očita mu, da je brezobziren, in Gospod se potrudi, igra pa se kar naprej zatika, saj je vse že ničkolikokrat rečeno. Zmeraj bolj se mu upira, rad bi kakšne dele kar izpustil, ne more več! Zgrabi telefon: ljudje, tako ni več mogoče, sedite in gledate, kako gre vse k hudiču - zganite se vendar!